# Afghanistan National Standards Authority
L'Afghanistan National Standards Authority (sigla: ANSA) è l'organizzazione di standardizzazione nazionale dell'Afghanistan.
Essendo membro dell'Organizzazione internazionale per la normazione (ISO), è necessariamente l'unica organizzazione di standardizzazione nazionale che rappresenti l'ISO in Afghanistan. In particolare, è un membro a pieno titolo (Member body) dell'ISO, e in quanto tale partecipa e vota alle riunioni dell'ISO tecniche e sulle policy, oltre a vendere e adottare gli standard internazionali ISO a livello nazionale.

## Storia
L'ANSA è stata istituita nel 2004 con il Decreto Presidenziale 952 sotto il Ministero del Commercio e delle Industrie dell'Afghanistan, ed è stato approvato 3 anni dopo dal Consiglio dei Ministri come entità indipendente, decisione ratificata nel 2008 dal Parlamento afgano.

## Attività
Le attività dell'ANSA includono:
- Servire le parti interessate afghane (governo, industria, consumatori, ecc.) nei settori della standardizzazione, valutazione della conformità, accreditamento e metrologia
- Migliorare le interazioni commerciali, costruire l'infrastruttura tecnica e le capacità, sviluppare le risorse umane e stabilire legami più stretti tra le istituzioni competenti
- Incoraggiare il settore privato a partecipare alle attività di standardizzazione, valutazione della conformità, accreditamento e metrologia per contribuire alle interazioni commerciali all'interno dell'Afghanistan
- Migliorare l'attuazione degli standard internazionali, nonché degli standard regionali e nazionali e la loro applicazione nel mondo degli affari e dell'industria
- Migliorare la consapevolezza del ruolo e promuovere i vantaggi della standardizzazione e della valutazione della conformità, dell'accreditamento e della metrologia tra il governo, il settore privato e il pubblico in generale.

I settori in cui opera sono:
- Alimentare e prodotti agricoli
- Farmaceutico e cosmetico
- Materiali da costruzione
- Petrolifero
- Oli e lubrificanti
- Elettrotecnico
- Tessile
- Metrologia
- Ambiente
- Sminamento
- Codici di costruzione afgani (codici strutturali, codici architettonici, codici di sviluppo urbano e codici della strada e dei ponti).

Per ciascuno di tali settori, l'ANSA ha istituito al suo interno degli appositi Comitati tecnici (TC).
È membro dell'ISO (Organizzazione internazionale per la normazione), dove alla data del 19 ottobre 2012 conta 5 partecipazioni alle Commissioni Tecniche (TC - Technical Committee) e 1 partecipazione ai Comitati di sviluppo delle policy (PDC - Policy Development Committee).

### Norme tecniche
L'ANSA ha approvato più di 600 norme tecniche, molte delle quali a partire dalle corrispondenti norme tecniche di altre organizzazioni di standardizzazione, tra cui: ISO, ASTM, IEC, OIML, IMAS, ISRI, ISIRI, WHO, EN, BS, INSO, GOST, BIS, IS.
Le norme tecniche dell'ANSA sono contraddistinte dalla sigla "AS", assieme a eventuali sigle di altre organizzazioni di standardizzazione da cui ANSA ha recepito la norma o che hanno recepito la norma da ANSA, e seguita dal codice numerico della norma, oltre all'anno, relativo all'edizione della norma; tale codice numerico potrebbe non corrispondere al codice adottato da altre organizzazioni di standardizzazione. Nel caso in cui l'anno di adozione di una norma sia differente dall'anno in cui la norma da cui trae origine è stata a sua volta adottata, anche l'anno indicato dopo il codice numerico della norma potrebbe essere differente (anche se il più delle volte i due anni coincidono).
Ad esempio, la norma AS ISO 9001 "Standard for Quality Management Systems – Requirements" è il recepimento da parte dell'ANSA della norma internazionale ISO 9001, e i due codici numerici corrispondono, mentre la norma AS 159 "Standard Practice for Sampling Bituminous Materials" è stata adottata dall'ANSA a partire dalla norma ASTM D140, ma le due norme hanno due codici numerici differenti.